# Hypertag
Hypertag – technologia umieszczania reklam, która pozwala na pobieranie ich w postaci elektronicznej na urządzenia wyposażone w Bluetooth. Dzięki niej można pobierać z reklamy (np. najnowszego filmu) plakat w wersji JPG lub zwiastun tego filmu na np. telefon komórkowy.